# دائرة غوناييف
دائرة غوناييف هي إحدى الدوائر الخمس في إدارة أرتيبونيت في هايتي. تتبعها ثلاثة بلديات. يبلغ عدد سكانها 263,858 نسمة حسب احصائيات أغسطس 2003، رمزها البريدي بالرقم 41.